# Kaldejska proročanstva
Kaldejska proročanstva su hermetički tekstovi iz 2. stoljeća sačuvani u fragmentiranom obliku čije se autorstvo pripisuje Zaratustri. Vjeruje se da su grčkog postanka, iako je Pico della Mirandola nastojao uvjeriti Marsilija Ficina kako posjeduje originalna proročanstva.
Zbirka tekstova imala je različit broj u različitim vrelima i bila je veoma cijenjena u razdoblju poganskog novoplatonizma. Značajni su i Pselovi komentari Kaldejskih proročanstava iz 11. stoljeća u kojima je pokušao uskladiti proročansko učenje s kršćanstvom.
Bizantinski filozof Pleton prvi je autorstvo proročanstava pripisao tradiciji Zaratustre i njegovi perzijskih magova. Od zapadnih renesansnih filozofa, komentarima proročanstava bavili su se Marsilio Ficino i Franjo Petrić.